# Rouvroy-sur-Serre
Rouvroy-sur-Serre é uma comuna francesa na região administrativa de Altos da França, no departamento de Aisne. Estende-se por uma área de 3,9 km². Em 2010 a comuna tinha 41 habitantes (densidade: 10,5 hab./km²).